# Флюкигер, Марсель
Марсе́ль Флю́кигер (нем. Marcel Flückiger; 20 июня 1929, Швейцария — 27 ноября 2010, Берн) — швейцарский футболист, играл на позиции защитника; участник чемпионата мира 1954 года.

## Биография

### Клубная карьера
Флюккигер всю игровую карьеру провёл в клубе «Янг Бойз», в составе которого выиграл четыре чемпионских титула и два Кубка Швейцарии.

### Карьера в сборной
В составе сборной Швейцарии принимал участие на чемпионате мира 1954 года, где сыграл в одном матче со сборной Италии, который завершился победой Швейцарии со счётом 2:1. Всего за сборную Швейцарии сыграл 5 матчей, в которых не забил ни одного мяча.

### Карьера функционера
В течение многих лет работал спортивным директором клуба «Янг Бойз».

### Смерть
Скончался 27 ноября 2010 года в Берне в возрасте 81 года.

## Достижения
«Янг Бойз»
- Чемпион Швейцарии (4): 1956/57, 1957/58, 1958/59, 1959/60
- Обладатель Кубка Швейцарии (2): 1952/53, 1957/58